# John Bruce (Politiker)

John Bruce (1870)

John Bruce oder Brousse (* 1837; † 26. Oktober 1893) war ein kanadischer Politiker und Richter. Er war der erste Präsident der provisorischen Regierung der Red-River-Kolonie während der Red-River-Rebellion im Jahr 1869.

## Biografie
Bruce arbeitete bei Fort Garry (dem heutigen Winnipeg) als Zimmermann, daneben unterstützte er andere Métis bei Gerichtsverhandlungen. Im Oktober 1869 bildete sich ein „Nationalkomitee der Métis“, mit Bruce als Präsidenten und Louis Riel als Sekretär. Ihr Ziel war es, den designierten Vizegouverneur William McDougall am Betreten der Red-River-Kolonie zu hindern, bis die kanadische Regierung feste Zusagen bezüglich der Landrechte gemacht hatte. Das Nationalkomitee rief am 8. Dezember 1869 eine provisorische Regierung aus und bestimmte Bruce zu ihrem Präsidenten. Er trat das Amt jedoch am 27. Dezember an Riel ab und begründete dies mit gesundheitlichen Problemen.
Da sich Bruce im weiteren Verlauf der Rebellion passiv verhielt, ernannte ihn Vizegouverneur Adams George Archibald nach der Gründung der neuen Provinz Manitoba zum Richter für leichte Vergehen und zum Magistraten. Im August 1871 verkaufte Bruce seine Parzelle, als die Métis den Übergriffen der radikalen Canadian Party und von freiwilligen Milizen aus Ontario ausgeliefert waren, und zog nach North Dakota.
Bruce soll sich an einem (letztlich gescheiterten) Überfall der Fenian Brotherhood beteiligt haben, da er die Annexion Manitobas durch die Vereinigten Staaten bevorzugte. Er wurde daraufhin von seinen Ämtern entbunden. 1874 wandte er sich gegen seine ehemaligen Mitstreiter, als er vor Gericht gegen Ambroise-Dydime Lépine, dem Militärkommandanten der provisorischen Regierung, aussagte.